# Liste der Kulturgüter in Develier
Die Liste der Kulturgüter in Develier enthält alle Objekte in der Gemeinde Develier im Kanton Jura, die gemäss der Haager Konvention zum Schutz von Kulturgut bei bewaffneten Konflikten, dem Bundesgesetz vom 20. Juni 2014 über den Schutz der Kulturgüter bei bewaffneten Konflikten sowie der Verordnung vom 29. Oktober 2014 über den Schutz der Kulturgüter bei bewaffneten Konflikten unter Schutz stehen.
Objekte der Kategorie A sind im Gemeindegebiet nicht ausgewiesen, Objekte der Kategorie B sind vollständig in der Liste enthalten, Objekte der Kategorie C fehlen zurzeit (Stand: 1. Januar 2023).

## Kulturgüter
| Foto | | Objekt | Kat. | Typ | Standort                      | Beschreibung |
| ---- | --- | --- | ---- | --- | ----------------------------- | ------------ |
| BW   | Datei hochladen · Wikidata zu La Communance, galloromanische Villa und merowingische Nekropole (Q29785414) | La Communance, galloromanische Villa und merowingische Nekropole / La Communance, villa gallo-romaine et nécropole mérovingienne KGS-Nr.: 03532 | B    | F   | Sous Fontenay 589830 / 246000 |              |
| ja   | Datei hochladen · Wikidata zu Museum Chappuis-Fähndrich (Q3329111)                                         | Museum Chappuis-Fähndrich / Musée Chappuis-Fähndrich KGS-Nr.: 08760                                                                             | B    | S   | L Fin 18 588943 / 244704      |              |